# Кім Рудделл
Кім Рудделл (англ. Kym Ruddell; нар. 19 липня 1955) — колишня австралійська тенісистка.
Найвищим досягненням на турнірах Великого шолома був чвертьфінал в парному розряді.

## Фінали Туру WTA

### Парний розряд (0–2)
| Результат | W/L | Дата                      | Турнір                          | Покриття | Партнерка       | Суперниці                        | Рахунок       |
| --------- | --- | ------------------------- | ------------------------------- | -------- | --------------- | -------------------------------- | ------------- |
| Поразка   | 0–1 | Toyota Classic 1977       | Мельбурн, Австралія             | Трава    | Тріш Бостром    | Івонн Гулагонг-Коулі Бетті Стеве | 3–6, 0–6      |
| Поразка   | 0–2 | New South Wales Open 1979 | Sydney International, Австралія | Трава    | Барбара Джордан | Даян Десфор Барбара Геллквіст    | 6–4, 2–6, 2–6 |